# Eccellenza
Eccellenza je pátá nejvyšší italská fotbalová soutěž po Serii A, Serii B, Serii C a Serii D. Je druhou nejvyšší amatérskou fotbalovou soutěží v Itálii a jedná se o první regionální soutěž ve které hraje 462 klubů ve 28 skupinách. Kluby jsou povinny v každém zápase používat fotbalisty do 19 let a do 18 let.

## Rozdělení skupin podle provincii
V sezoně 2019/20
(Abruzzo) Eccellenza Abruzzo (1 skupina) 

(Basilicata) Eccellenza Basilicata (1 skupina) 

(Kalábrie) Eccellenza Calabria (1 skupina) 

(Kampánie) Eccellenza Campania (2 skupiny) 

(Emilia-Romagna) Eccellenza Emilia-Romagna (2 skupiny) 

(Furlansko-Julské Benátsko) Eccellenza Friuli-Venezia Giulia (1 skupina) 

(Lazio) Eccellenza Lazio (2 skupiny) 

(Liguria) Eccellenza Liguria (1 skupina) 

(Lombardie) Eccellenza Lombardia (3 skupiny) 

(Marche) Eccellenza Marche (1 skupina) 

(Molise) Eccellenza Molise (1 skupina) 

(Piemont a Údolí Aosty) Eccellenza Piemonte-Valle d'Aosta (2 skupiny) 

(Apulie) Eccellenza Puglia (1 skupina) 

(Sardinie) Eccellenza Sardegna (1 skupina) 

(Sicílie) Eccellenza Sicilia (2 skupiny) 

(Toskánsko) Eccellenza Toscana (2 skupiny) 

(Tridentsko-Horní Adiže) Eccellenza Trentino-Alto Adige (1 skupina) 

(Umbrie) Eccellenza Umbria (1 skupina) 

(Benátsko) Eccellenza Veneto (2 skupiny)

## Historie

### Zrod a rozšíření
Pod názvem Eccellenza se začala hrát od roku 1991. První ročník se odehrál již v roce 1904 pod názvem Terza Categoria.
- 1904/05 až 1911/12 – Terza Categoria
- 1912/13 až 1921/22 – Promozione
- 1922/23 až 1929/30 – Terza Divisione
- 1930/31 až 1934/35 – Seconda Divisione
- 1935/36 až 1951/52 – Prima Divisione
- 1952/53 až 1956/57 – Promozione
- 1957/58 až 1958/59 – Campionato Dilettanti
- 1959/60 až 1969/70 – Prima Categoria
- 1970/71 až 1990/91 – Promozione
- 1991/92 – Eccellenza